# David Alarza Palacios
David Alarza Palacios (Madrid, 7 de enero de 1977) es un deportista español que compite en judo, en la categoría de –90 kg. Ganó tres medallas en el Campeonato Europeo de Judo entre los años 2005 y 2007.

## Palmarés internacional
| Campeonato Europeo | Campeonato Europeo      | Campeonato Europeo | Campeonato Europeo |
| Año                | Lugar                   | Medalla            | Categoría          |
| ------------------ | ----------------------- | ------------------ | ------------------ |
| 2005               | Róterdam (Países Bajos) | Medalla de oro     | –90 kg             |
| 2006               | Tampere (Finlandia)     | Medalla de plata   | –90 kg             |
| 2007               | Belgrado (Serbia)       | Medalla de bronce  | –90 kg             |